# Couternon
Couternon é uma comuna francesa na região administrativa da Borgonha-Franco-Condado, no departamento de Côte-d'Or. Estende-se por uma área de 6,8 km². Em 2010 a comuna tinha 1 932 habitantes (densidade: 284,1 hab./km²).